# Francesco Milito
Francesco Milito (* 7. července 1948 Rossano) je italský římskokatolický duchovní a emeritní biskup Oppido Mamertina-Palmi.

## Život
Narodil se 7. července 1948 v Rossanu (dnes Corigliano-Rossano).
Vstoupil do arcibiskupského semináře v rodném městě a pokračoval do Papežského regionálního semináře v Catanzaru. Po teologickém studiu byl 12. srpna 1972 arcibiskupem Antoniem Cantisanim vysvěcen na kněze a inkardinován do arcidiecéze Rossano. Stal se animátorem semináře, byl zodpovědný za diecézní historický archiv a zastával funkci asistenta Katolické akce pro mládež. V letech 1975–1978 byl rektorem semináře.
Roku 1978 byl ustanoven rektorem Papežského regionálního semináře v Catanzaru, kterým byl do roku 1985. Následně se stal úředníkem Státního sekretariátu. O tři roky později získal na škole Vatikánského tajného archivu diplom z archivnictví. Stejného roku se vrátil do své arcidiecéze, kde byl ustanoven farářem farnosti Nejsvětějšího Srdce v Rossano Scalo a generálním vikářem arcidiecéze.
Přednášel archivnictví na Teologickém institutu Kalábrie, byl kanovníkem arcijáhnem kapituly. V letech 1993–2006 zastával úřad biskupského vikáře pro evangelizaci, katechezi, kulturu a školství. Roku 2007 byl jmenován biskupským vikářem pro ekumenismus a kulturu. Dne 4. dubna 2012 jej papež Benedikt XVI. jmenoval biskupem Oppido Mamertina-Palmi. Biskupské svěcení přijal 13. května z rukou arcibiskupa Santa Marciana a spolusvětiteli byli arcibiskup Vittorio Luigi Mondello a biskup Luciano Bux.
Dne 21. září 2023 přijal papež František jeho rezignaci z důvodu dosažení kanonického věku 75 let.